# Jan Skrzetuski

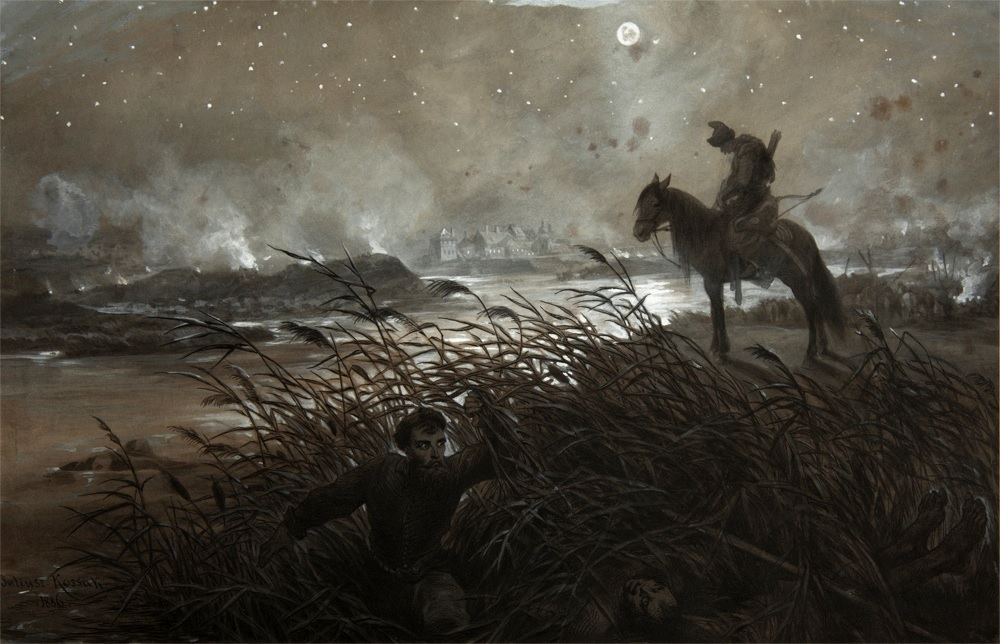
Jan Skrzetuski: obraz literární postavy z románu Ohněm a mečem

Jan Skrzetuski je jedním z hlavních hrdinů románu Henryka Sienkiewicze, Ohněm a mečem. Za základ má skutečnou historickou postavu, šlechtice Mikołaje Skrzetuského. Ze života skutečné osoby je však do románu převzata pouze událost úniku pana Skrzetuského z obležené pevnosti Zbaraž.
Literární Jan Skrzetuski je náměstník a později poručík v těžké jízdě knížete Jeremiáše Wiśniowieckého. Kníže jej má ve velké oblibě a Jan v něm uznává nejvyšší vojenskou a politickou autoritu. Jan nedopatřením (nevěděl, komu pomáhá) osvobodí ze zajetí kozáckého hejtmana Bohdana Chmelnického, na kterého je vydán rozkaz k zadržení. Zamiluje se do kněžny Heleny Kurczewiczové, kterou však zároveň miluje kozácký ataman Bohun. Ve vyvrcholení příběhu se Jan účastní (spolu se svými přáteli - litevským rytířem Podbipientou, rytířem Michałem Wołodyjowskim a opileckým šlechticem Zagłobou) obrany zbaražské pevnosti, kterou obléhají spojení kozáci a tataři. Podaří se mu dostat se z obklíčení a zpravit o nelehké situaci obránců polského krále.
Jana Skrzetuského líčí Sienkiewicz jako vzor křesťanského rytíře (což téměř vůbec neodpovídá reálnému předobrazu Jana, Mikołaji Skrzetuskému). Jeho postava se okrajově objevuje též v další Sienkiewiczově knize - Potopě.